# Ernest Bloch
Ernest Bloch (24. července 1880, Ženeva, Švýcarsko – 15. července 1959, Portland, Oregon, USA) byl švýcarsko-americký hudební skladatel židovského původu. Studoval v Bruselu a Frankfurtu nad Mohanem, roku 1916 se usadil v USA, kde roku 1924 získal občanství. Zemřel na rakovinu.
Raná Blochova díla, jako opera Macbeth (1910), jsou ovlivněna pozdním romantismem a Debussyho impresionismem. Ve zralých dílech se často objevují vlivy židovské liturgické i lidové hudby. Pozdní Blochova tvorba po druhé světové válce je ovlivněna nejširší škálou vlivů od baroka po atonální hudbu.

## Fotografie
Amatérsky se věnoval také fotografii. Byl autorem dokumentárních fotografií i náladových snímků, které alegoricky zpodobňovaly díla různých skladatelů.